# Jacques Morel
Jacques Morel, född omkring 1620 i Frankrike, död 1687 i Stockholm, var en fransk-svensk bokbindare.
Jacques Morel inkallades till Sverige i slutet av 1640-talet av drottning Kristina. Från 1651 var han kammarkollegiets bokbindare, men hans främsta uppgift var att sköta inbindningen av den stora mängd böcker som tillfördes Kungliga biblioteket. Efter drottning Kristinas tronavsägelse år 1654 stannade Morel i Sverige som frimästare; under en period arbetade han för Johannes Janssonius i dennes tryckerier och bokhandlar i Stockholm och Uppsala men upphörde då akademiboktryckaren tog över tryckandet i Uppsala och verksamheten i Stockholm lades ned. Som frimästare hade han inte tillstånd att sälja inbundna böcker från egen bod, men ombesörjde utgivningen av Romble Salés Then frantzöske kocken och pastey-bakaren. Samtidigt fortsatte han som statlig bokbindare. Efter 1658 blev han kammarbokbindare, och senare även kansliets bokbindare och ansvarade under 1660-talet för inbindningen av räntekammarböcker, slottsräkenskaper, hovkasseräkningar och riksänkedrottningens huvudböcker. Han utförde även bokband för enskilda personer, bland annat Magnus Gabriel De la Gardie. Senast 1673 hade han frånträtt tjänsten som kammararkivets bokbindare. År 1687 utsågs Didrich Volcker, som då en längre tid varit Morels medhjälpare, till hans efterträdare. Morel fick behålla två tredjedelar av sin lön under resten av sin livstid; han avled dock redan tre månader senare.

## Fotnoter
1. ↑  Svenskt biografiskt lexikon, Svenskt Biografiskt Lexikon-ID: 9492, läst: 9 oktober 2017.[källa från Wikidata]